# Iru Khechanovi
Irina "Iru" Khechanovi også kendt som Iru (født 3. december 2000) er en georgisk sangerinde og sangskriver. Hun har repræsenteret Georgien i Eurovision Song Contest 2023 med sangen "Echo" men hun fik en 12. plads i semifinale 2 og med 33. point og kvalificerede sig ikke til finalen.
Hun havde også repræsenteret Georgien i Junior Eurovision Song Contest 2011 i Jerevan i Armenien som en del af gruppen Candy med sangen "Candy Music" og Vandt Konkurrence med 108. point.